# Blutwiese
Die Blutwiese ist ein Naturschutzgebiet in Löhne-Gohfeld/Ostscheid.
Das 1995 ausgewiesene Gebiet liegt unweit des Ostscheider Bachs und hat eine Größe von rund 26,5 ha. Der Name Blutwiese geht auf eine Schlacht im Siebenjährigen Krieg zurück, in der sich am 1. August 1759 englische und französische Truppen im Kampf um den Weserübergang bei Minden ein heftiges Gefecht lieferten (vgl.: → Gefecht bei Gohfeld).
Das Gebiet liegt in einer feuchten Aueniederung im Ravensberger Hügelland. Dadurch befinden sich hier neben dem Blutwiesensee wertvolle Feuchtbiotope. Man findet unter anderem einen Erlen-Bruchwald mit Vorkommen von Sauergräsern, der Sumpf-Schwertlilie und anderen Röhrichtarten, Schilf und Seggenriede. In einem kleinen Tümpel sowie in einem weiteren naturnahen Stillgewässer leben verschiedene Amphibienarten. An den Entwässerungsgräben des Bruchs wachsen zahlreiche Kopfweidenreihen. Das Gebiet wird seit 2018 von der Nordumgehung der Bundesautobahn 30 von Süd nach Nord durchschnitten.